# Ortocentro

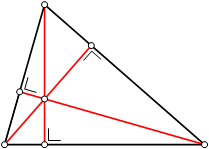
O ponto de interseção das alturas é o ortocentro

O ortocentro é o ponto onde se intersetam as 3 alturas relativas de um triângulo, isto é, as perpendiculares traçadas desde os vértices até aos lados opostos (ou seus prolongamentos). O nome deriva da expressão grega  orto, que quer dizer reto, referindo-se ao ângulo formado entre as bases e as alturas.
O ortocentro encontra-se na região interna do triângulo se este é acutângulo, coincide com o vértice do ângulo reto se for retângulo e encontra-se fora do triângulo no caso deste ser obtusângulo.

## Triângulo órtico
Ao ligarmos os pontos formados nos lados de um triângulo acutângulo (onde está o ângulo reto), podemos formar o triângulo órtico, onde o ortocentro passa a ser o incentro do triângulo órtico.

## Propriedades do ortocentro
1. O simétrico do ortocentro em relação a qualquer um dos lados pertence ao circuncírculo.
2. O simétrico do ortocentro em relação a qualquer um dos pontos médios dos lados do triângulo também encontra-se sobre o circuncírculo.
3. Sendo H o ortocentro e O o circuncentro do triângulo ABC, o ângulo HAB = OAC.